# 稲生正倫
稲生 正倫（いのう まさとも、? - 寛文6年2月17日（1666年3月22日））は、江戸幕府の旗本。通称・七郎右衛門。父は稲生正信。妻は河村善右衛門重勝の娘。

## 略歴

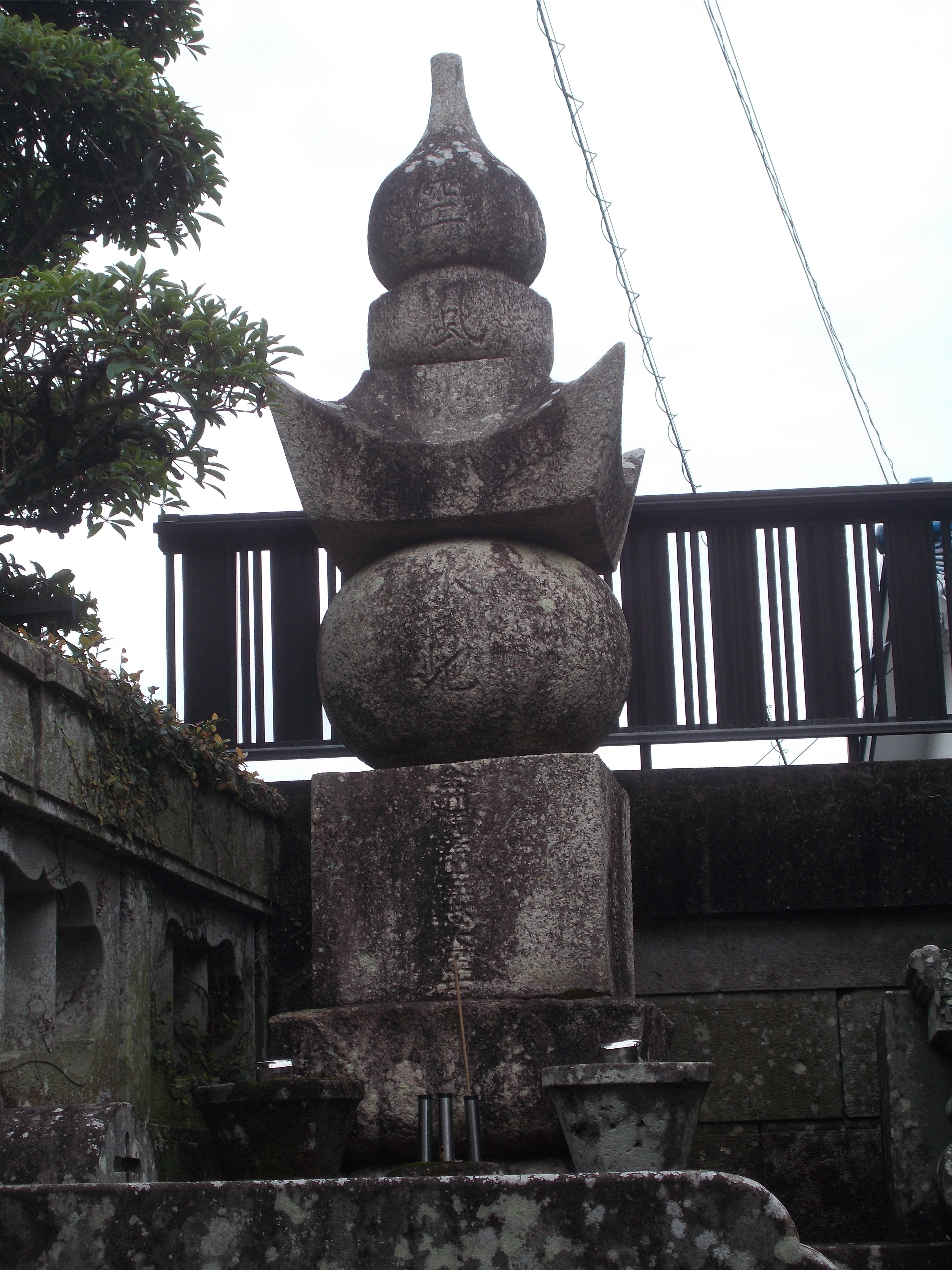
稲生正倫の墓（長崎市光源寺）

寛永10年（1633年）6月15日、初めて徳川家光に拝謁する。
同18年（1641年）4月16日、小姓組に属する。
正保2年（1646年）12月19日、家督を継ぐ。
寛文3年（1663年）11月25日、目付に就任。同年12月26日、家禄に300俵を加えられ、同28日に布衣の着用を許される。
同5年（1665年）3月13日、長崎奉行になる。同年7月に長崎着。奉行所の与力5騎を10騎に、同心20人を30人に増員。
同6年（1666年）2月17日、在任中に赴任先の長崎において死去。享年41。同地の光源寺に葬られる。

## 死にまつわる謎
稲生は、前任の長崎奉行・黒川正直の後任として寛文5年から同6年まで長崎奉行を務めた。
寛文6年2月17日に稲生は死亡。長崎在任中での稲生の逝去によって同地は奉行不在となった。それに対し江戸幕府は、天草藩藩主・戸田忠昌を長崎へ派遣して監視させ、諸国を巡察中だった使番の「下曾根三十郎」を久留米から長崎へ向かわせた。このように、長崎近くにいる大名や諸国巡察中の者が急行して長崎を監視するような事例はそれ以前には無く、これ以降も行われなかった。
『徳川実紀』には、同年二月二十六日の条に
とあり、正倫の子で書院番の正盛と弟で小十人組の正照に、看病のためとして暇を与えている。
『長崎実録大成 正編』では、
とあるように、ほとんどの長崎地誌類では稲生は「光源寺に埋葬された」と書かれている。しかし、『寛保日記』によれば下記のようになっている。
稲生が死んだのは17日午後6時前後で、翌日の午前2時前後には、家老2人と家臣120人の随行とともに亡骸は諫早を通って江戸へ向かって運び出されたとある。さらに長崎では稲生配下の詰衆や与力・同心66人が残って昼夜巡視したとも書かれている。
これに対し、歴史学者の鈴木康子は、これは幕府が遺体検分する必要性のある事例で、しかも長崎で稲生を葬ることに対しての強い拒否反応があったためと考えている。そして、これは長崎地下人により何らかの手段で暗殺されたためで、この後長崎に赴任した河野通定が屋敷に長崎の町人を入れなかったこと、長崎出身でない医師を側近としたことなども、それを示唆しているとする。
しかし、これらの疑惑を裏付ける古文書類は、度重なる長崎市内の大火でほとんどが焼失してしまい、証拠となるものは残されていない。